# Курилов, Александр Николаевич
Александр Николаевич Курилов (5 апреля 1945 — 8 октября 2013) — советский хоккеист, нападающий.

## Биография
В молодёжном первенстве СССР играл за московские клубы «Локомотив» (1962/63) и ЦСКА (1963/64). В чемпионате СССР дебютировал в сезоне 1963/64 за «Локомотив». В сезонах 1964/65 — 1965/66 выступал за «Ермак» Ангарск. Провёл один матч в Кубке СССР-1966 за «Торпедо» Усть-Каменогорск. В дальнейшем выступал за «Локомотив» (1966/67 — 1968/69, 1974/75 — 1978/79) и «Торпедо» (1969/70 — 1973/74, 1979/80 — 1980/81).